# پدربزرگ صاحب
پدربزرگ صاحب (به هندی: Swami Dada) فیلمی محصول سال ۱۹۸۲ و به کارگردانی دو آناند است. در این فیلم بازیگرانی همچون دو آناند، میتون چاکرابورتی، نصیرالدین شاه، پادمینی کولاپوری، جکی شروف، راتی آگنیهوتری، کولبوشان کارباندا، شاکتی کاپور ایفای نقش کرده‌اند.